# Sonnasensaari
Sonnasensaari är en ö i Finland. Den ligger i sjön Sonnanen och i kommunen Heinola i den ekonomiska regionen  Lahtis ekonomiska region  och landskapet Päijänne-Tavastland, i den södra delen av landet, 150 km nordost om huvudstaden Helsingfors. Öns area är 6,3 hektar och dess största längd är 350 meter i öst-västlig riktning.